# Bluesky
Bluesky（也译「蓝天」）是一个去中心化的分布式微博客社交网络，使用自行开发的认证传输协议（AT Protocol），有别于使用ActivityPub协议的Mastodon。

## 公司背景

Bluesky总用户数

Bluesky的母公司为美国公益法人公司Bluesky Social，執行長为杰伊·葛瑞柏（Jay Graber），其公司的董事局成员包括XMPP协议的创始人杰瑞米·米勒（Jeremie Miller），而Twitter创始人杰克·多西亦曾是董事會成員之一。名称Bluesky取自葛瑞柏的名字Lantian，即是中文“蓝天”之意。

## 网站特色
Bluesky网站界面和Twitter相似，其使用的认证传输协议（英語：Authenticated Transfer Protocol）在2022年透过MIT許可證开源，初期曾用名“认证数据实验”（英語：Authenticated Data Experiment）。除了网站端外，Bluesky也开发了iOS和Android版客户端。